# 폴릭세나 폰 헤센로텐부르크

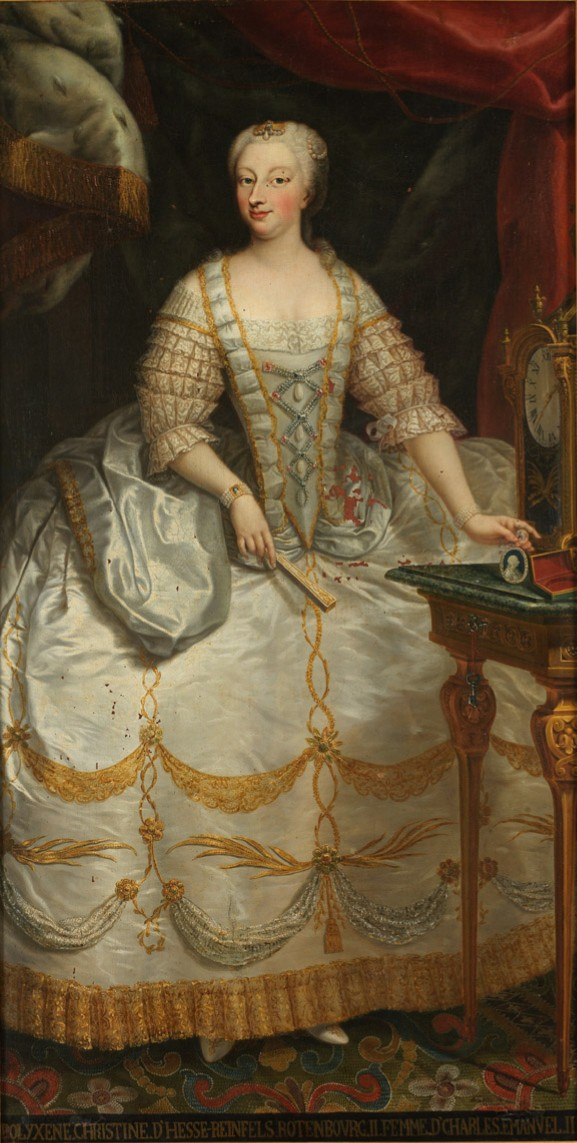
사르데냐 왕비 폴리세나

헤센로텐부르크의 폴리세나 크리스티나(Polissena Cristina d'Assia-Rotenburg, 1706년 9월 21일 ~ 1735년 1월 13일)는 사르데냐 왕국의 국왕 카를로 에마누엘레 3세의 두 번째 왕비이다.
헤센로텐부르크 변경백 에른스트 2세 레오폴트와 그 아내 엘레오노레의 장녀로 태어났다. 1724년 토루뉴에서 카를로 에마누엘레와 결혼했고 여섯 명의 자녀를 두었다. 폴리세나는 1735년에 죽었고 1786년 토리노의 수페르가 성당에 이장되었다. 카를로 에마누엘레는 로렌의 엘리자베타 테레자와 세 번째 결혼을 했다.

## 자녀
- 비토리오 아마데오 3세(1726~1796)
- 엘레오노라(1728~1781)
- 마리아 루이자 가브리엘라(1729~1767)
- 마리아 펠리치타(1730~1801)
- 에마누엘레 필리베르토(1731~1735)
- 카를로 프란체스코(1733)